# Detective Chimp
Detective Chimp (deutsch Detective Schimpanse oder Schimpansendetektiv) ist der Titel verschiedener Comicreihen die seit 1952 von dem US-amerikanischen Verlag DC-Comics herausgegeben werden.

## Veröffentlichung
Die erste Geschichte über „Detective Chimp“ (Meet Detective Chimp) erschien in der Ausgabe #4 der Serie The Adventures of Rex the Wonder Dog vom Juli/August 1952, einem Comic über verschiedene ausgefallene Tiere, die aberwitzige Abenteuer erleben. Autor dieser Geschichte war der Amerikaner John Broome, die Zeichnungen besorgte der Künstler Carmine Infantino. Das Konzept erwies sich dabei als dermaßen populär, dass Chimp beginnend mit Ausgabe #6 (The Return of Detective Chimp!) zu einem festen Feature von Rex the Wonder Dog wurde. Fortan enthielt jedes Heft der Serie bis zu ihrer Einstellung 1959 eine von Broome verfasste Geschichte über Chimp. Als Zeichner arbeitete weiterhin zumeist Infantino an der Chimp-Reihe, daneben aber auch solche Zeichner und Inker wie Sy Barry und Frank Giacoia.
Ab 1974 wurden einige alte "Detective Chimp"-Geschichten als Backup-Features innerhalb der Reihe Tarzan neuaufgelegt, beginnend mit der Ausgabe #230 vom April/Mai 1974. Nachdem Chimp etwas über eine Dekade lang in der Versenkung verschwunden war, wurde das Konzept 1989 schließlich neu belebt: Die Ausgabe #40 der Serie „Secret Origins“ erzählte eine neue Geschichte zu Chimp, die das Grundszenario beibehielt, dabei jedoch leicht variierte und dem veränderten Zeitgeist anpasste. Verantwortlich für diese Geschichte waren der Autor Andy Helfer, der Zeichner Rusty Wells und der Tuschezeichner Andy Badger.
Fortan erschienen in loser Folge immer mal wieder neue Abenteuer der Reihe, zuletzt das Special The Helmet of Fate: The Detective Chimp im März 2007. Seit 2006 ist Chimp zudem eine der Hauptfiguren der „Mystery“-Serie „Shadowpact“.

## Hauptcharakter und Handlung
Der Titelheld von Detective Chimp ist ein Schimpanse namens Bobo T. Chimpanzee, der seine überragende Intelligenz nutzt, um knifflige Kriminalfälle zu lösen. Als „B.T. Chimp“ betreibt Bobo als Privatdetektiv die Detektei „Schimpanzee Investigations“. Chimp, der als Hommage an sein großes Vorbild Sherlock Holmes dessen Markenzeichen, die sogenannte „Deerstalker-Mütze“ (engl. Deerstalker hat) trägt, verfügt nicht nur über eine menschengleiche Intelligenz, sondern auch über die Fähigkeit, zu sprechen.
In der ursprünglichen Version des Stoffes aus den 50er Jahren war Chimp lediglich ein „gewöhnlicher“ Schimpanse, der nach den Maßstäben seiner Art zwar „intelligent“ war – und sogar menschliche Gespräche verstehen und sich Menschen durch Gestik und Mimik verständlich machen konnte – dessen Intelligenz aber keineswegs an die Intelligenz eines durchschnittlichen Menschen heranreichte. In diesen frühen Abenteuern war Chimp das trainierte Maskottchen des Büros von Edward Chase, dem Sheriff der amerikanischen Kleinstadt Oscaloosa County in Florida, der sich seiner angenommen hatte, nachdem Chimp ihm geholfen hatte, den Mord an seinem früheren Besitzer, dem Tier-Trainer Fred Thorpe aufzuklären.
Später wurde der Charakter „Chimp“ einer Generalüberholung unterzogen: Es wurde etabliert, dass Thorpe Chimp 1953 bei einer Expedition in Äquatorialafrika gefangen und hernach als Jahrmarktsattraktion unter dem Namen „Bobo the Detective Chimp“ ausgebildet hätte. Im Zuge seiner Jahrmarktsnummer seit fortan vorgekauelt worden, Chimp sei ein „Meisterdetektiv“: Die Illusion wurde dabei erzeugt, indem Chimp durch eine einstudierte Kombination von gestischen Reizen und Belohnungen dazu veranlasst wurde, bestimmte Aufforderungen/Gegebenheiten/Szenarien mit festen Reaktionen zu quittieren. Während einer Reise in die Sümpfe von Florida habe Chimp schließlich aus der „Quelle der Jugend“ – einem magischen Brunnen – getrunken und dabei die Gabe erworben mit allen Lebewesen in deren Sprache kommunizieren zu können. Außerdem habe er dabei das Geschenk ewiger Jugend erhalten. Weiter wurde festgeschrieben, dass sich Chimp nach dem Tod Chases selbständig gemacht habe und eine eigene Kanzlei eröffnet habe: Letzteres ist der Ausgangspunkt aller „Detective Chimp“-Abenteuer. 
Alleine oder als Mitglied der obskuren Organisation „Bureau of Amplified Animals“ löst Chimp in seinen Abenteuern die aberwitzigsten Kriminalfälle. Stilbildend ist dabei die Einflechtung typischer Klischees klassischer Detektivstoffe wie der Gebrauch der Lupe zwecks Spurensuche, das Tragen eines Sherlock-Holmes-typischen englischen Regenmantels, die Angewohnheit nach Art der Detektive der sogenannten „Schwarzen Serie“ in exzessiver Weise Tabak und Alkohol zu konsumieren usw. Ein wiederkehrendes Thema seiner Abenteuer ist die Weigerung seiner Klienten seine Rechnungen zu bezahlen – deren Begleichung er nicht einfordern kann, da Schimpansen von der US-Justiz nicht als Rechtssubjekte anerkannt werden. 
Wiederkehrende Nebenfiguren der Detective Chimp-Abenteuer sind Chimps Detektivkollegen Ralph Dibny und John Jones (der tatsächlich ein verkleideter Marsianer ist), der geheimnisvolle Phantom Stranger und Rex the Wonder Dog, ein intelligenter Hund.